# 昭陽 (補給艦)
補給艦「昭陽」（AOE-51 ソヤン Soyang）は大韓民国海軍の艦艇の一つ。昭陽江にちなんで名付けられた。 

## 艦歴
2018年9月7日、防衛事業庁は現代重工業が大韓民国海軍に宗陽を引き渡したと発表。
2020年11月17日、新型コロナウイルス感染症に伴う支援のため、マニラ沖においてマスク、消毒剤等の支援物資を3隻のボートを介してフィリピン海軍艦艇BRP Conrado Yap（PS-39）に対して引き渡した。
2022年10月27日、2022年11月6日に日本で開催される「海上自衛隊創設70周年記念国際観艦式」へ参加する事が発表された。